# Gianluca Spinelli
Pour les articles homonymes, voir Spinelli.
Gianluca Spinelli, né le 29 octobre 1966 à Milan, est un footballeur italien, reconverti entraîneur des gardiens, et actuellement à l'Inter Milan.

## Carrière d'entraîneur
Spinelli commence sa carrière en tant qu'entraîneur des gardiens de l'équipe locale de Côme en 2002,. En tant que joueur, il avait auparavant été gardien de but de la réserve du club, derrière Alex Brunner. Il aide l'équipe à atteindre la montée en Serie A en 2002, notamment en contribuant à une victoire décisive 2-0 de son équipe sur Empoli au Stade Giuseppe-Sinigaglia, où il a gardé ses buts vierges.
Après avoir passé deux ans avec les Lariani, il est transféré à l'équipe de Serie A du Genoa CFC. Il passe 12 ans à Gênes, sous les ordres de 16 entraîneurs, et entraîne lui-même plusieurs gardiens de but (en particulier Mattia Perin). Il contribue également à promouvoir le club de Serie C, (maintenant Lega Pro) dans l'élite. Au cours de son séjour au club, il se forge la réputation d'être l'un des meilleurs entraîneurs de gardiens de but en Italie.
À partir de 2014, Spinelli rejoint l'entraîneur Antonio Conte au sein de l'équipe d'entraîneurs de l'équipe nationale de football d'Italie, conservant le double rôle d'entraîneur des gardiens de Gênes et d'Italie. Après la défaite de 6 à 5 de l'Italie aux tirs au but contre l'Allemagne en quarts de finale de l'Euro 2016, Spinelli suit Conte au sein du club anglais de Chelsea. Il occupe le double rôle d'entraîneur des gardiens de l'équipe nationale italienne de football et de Chelsea,. Au cours de la saison 2016-17 de Premier League, le gardien partant de Chelsea, Thibaut Courtois, loue les capacités de Spinelli en tant qu'entraîneur des gardiens de but et le crédite de l'avoir aidé à améliorer son jeu et sa technique en général, en particulier son jeu de jambes et son plongeon, ce qui lui permet d'être plus explosif et d'atteindre le sol plus rapidement, Chelsea termine la saison avec le titre de champion de Premier League,,. La saison suivante, Chelsea remporte la FA Cup.
Après le limogeage d'Antonio Conte par Chelsea en juillet 2018, Spinelli rejoint le Paris Saint-Germain en tant que nouvel entraîneur des gardiens de l'équipe, où il retrouve l'ancien gardien de la sélection italienne, Gianluigi Buffon,. Il continue à occuper le double rôle d'entraîneur des gardiens du Paris Saint-Germain et d'entraîneur des gardiens de l'équipe nationale italienne, sous la direction de Roberto Mancini.

## Honneurs

### Entraîneur des gardiens
Gênes
- Serie B : 2006-07 (Promu)
- Serie C1 : 2005-06 (Deuxième)

Chelsea 
- Premier League : 2016-17
- FA Cup : 2017-18

Paris Saint Germain
- Ligue 1 : 2018-19
- Trophée des Champions : 2018, 2019

Individuel
- Entraîneur des gardiens de l'année en Serie A : 2011-12, 2014-15, 2015-16 [6]